# كوتسيكا
كوتسيكا أو كوزيكا هي أحد ضواحي شياخة طرة الحيط في حي طرة، الواقعة في جنوب محافظة القاهرة بمصر

## تسمية وتاريخ
يرجع الاسم إلى تيوخاري كوتسيكا الذي كان أغنى أغنياء الجالية اليونانية في مصر بداية القرن العشرين، قدرت ثروته بـ 4 ملايين جنيه.
أنشأ «كوتسيكا» أول مصنع كحوليات في مصر عام 1893، في المنطقة التي تحمل اليوم اسمه بالقرب من حي المعادي، كما شارك «كوتسيكا»، أو «كوزيكا» كما يقولها المصريون، في إنشاء الإسعاف المصري حيث تبرع بأول سيارة إسعاف عام 1916.
سمي الحي على اسم تيوخاري كوزيكا رجل أعمال يوناني حيث أنشأ مصنع الكحول في منطقة طره. وهو أول من أدخل صناعة الكحول لمصر سنة 1893.